# The Ramsey Lewis Trio in Chicago
The Ramsey Lewis Trio in Chicago — концертний альбом американського джазового піаніста Рамсі Льюїса, випущений у 1960 році лейблом Argo.

## Опис
Цей альбом був записаний 30 квітня 1958 року під час концерту в клубі The Blue Note в Чикаго, Іллінойс. Піаніст Рамсі Льюїс тут грає зі своїм тріо з контрабасистом Елді Янгом та ударником Айзеком «Ред» Голтом.
Гурт виконує дев'ять композицій, серед яких стандарти «Old Devil Moon», «I'll Remember April» і «But Not for Me», а також «Carmen», «Delilah» і «Folk Ballad». Тріо грає композицій довше під час концерту, аніж це вони робили в студії, і вони здаються натхненними аудиторією.

## Список композицій
1. «Old Devil Moon» (Бертон Лейн, Їп Гарбург) — 3:56
2. «What's New» (Боб Хаггарт, Джонні Берк) — 4:35
3. «Carmen» (аранж. Рамсі Льюїс) — 3:56
4. «Bei Mir Bist Du Schon» (Семмі Кан, Сол Чаплін, Шолом Секунда) — 3:49
5. «I'll Remember April» (Дон Рей, Джин ДеПол, Патрісія Джонсон) — 3:17
6. «Delilah» (Гораціо Ніколлс) — 4:25
7. «Folk Ballad» (аранж. Елді Янг, Рамсі Льюїс, Ред Голт) — 6:16
8. «But Not for Me» (Джордж Гершвін, Айра Гершвін) — 3:00
9. «C. C. Rider» (аранж. Елді Янг, Рамсі Льюїс, Ред Голт) — 2:51

## Учасники запису
- Рамсі Льюїс — фортепіано
- Елді Янг — контрабас
- Ред Голт — ударні

Технічний персонал
- Джек Трейсі — продюсер
- Рон Мало — інженер